# Amoebozoa
Los  amebozoos (Amoebozoa) son uno de los grupos principales de protistas ameboides, incluyendo a la mayoría de los que se mueven por medio del flujo interno de citoplasma. Sus seudópodos son de tipo romo y en forma de dedo y se denominan lobopodios. La mayoría son unicelulares y son comunes en el suelo y en los hábitats acuáticos. La nutrición es heterótrofa, alimentándose por fagocitosis de bacterias, protozoos o materia orgánica muerta. Algunos se encuentran en simbiosis con otros organismos, mientras que otros son patógenos. Amoebozoa incluye también Mycetozoa (mixomicetos o mohos mucilaginosos), formas multinucleadas o multicelulares que producen esporas y que son generalmente visibles a simple vista. Las células de los amebozoos pueden estar desnudas o cubiertas por una testa y a veces presentan flagelos. El grupo comprende unas 4200 especies conocidas.
Los amebozoos varían grandemente de tamaño. Muchos miden solamente 10-20 μm, pero también se incluyen muchos de los protozoos más grandes. La famosa especie Amoeba proteus puede alcanzar 800 μm y en parte a causa de su tamaño se estudia a menudo como célula representativa. Las amebas multinucleadas Chaos y Pelomyxa pueden llegar a tener varios milímetros de longitud y algunos mixomicetos como Fuligo septica pueden llegar a cubrir varios metros cuadrados.

## Morfología

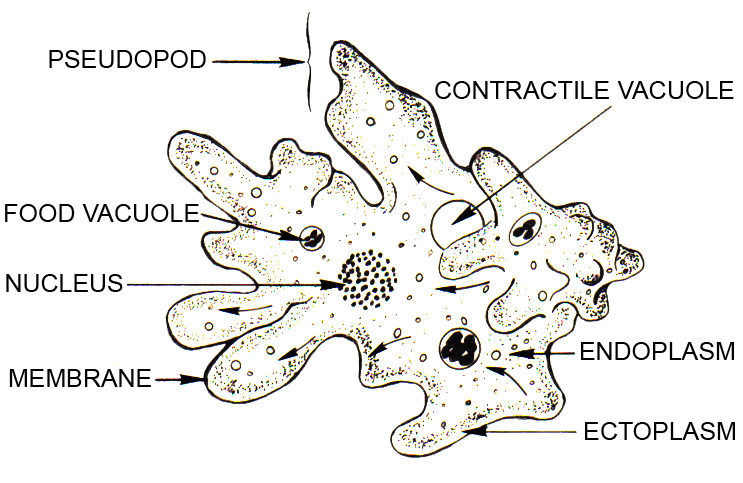
Morfología de una ameba. En el sentido de las agujas del reloj: seudópodo, vacuola contráctil, endoplasma, ectoplasma, membrana citoplasmática, núcleo y vacuola digestiva.

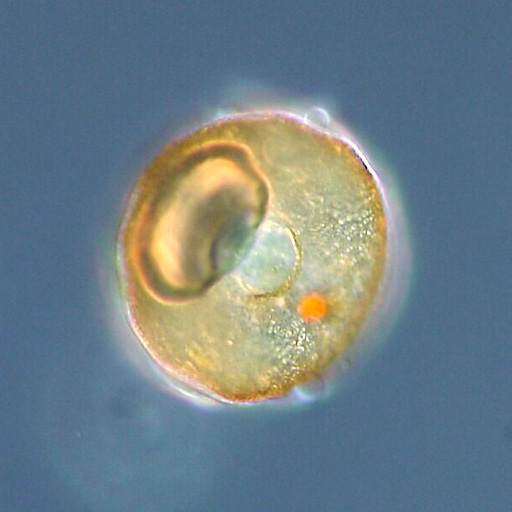
Arcella, una ameba con testa circular, mostrando la abertura a través de la cual surgen los seudópodos.

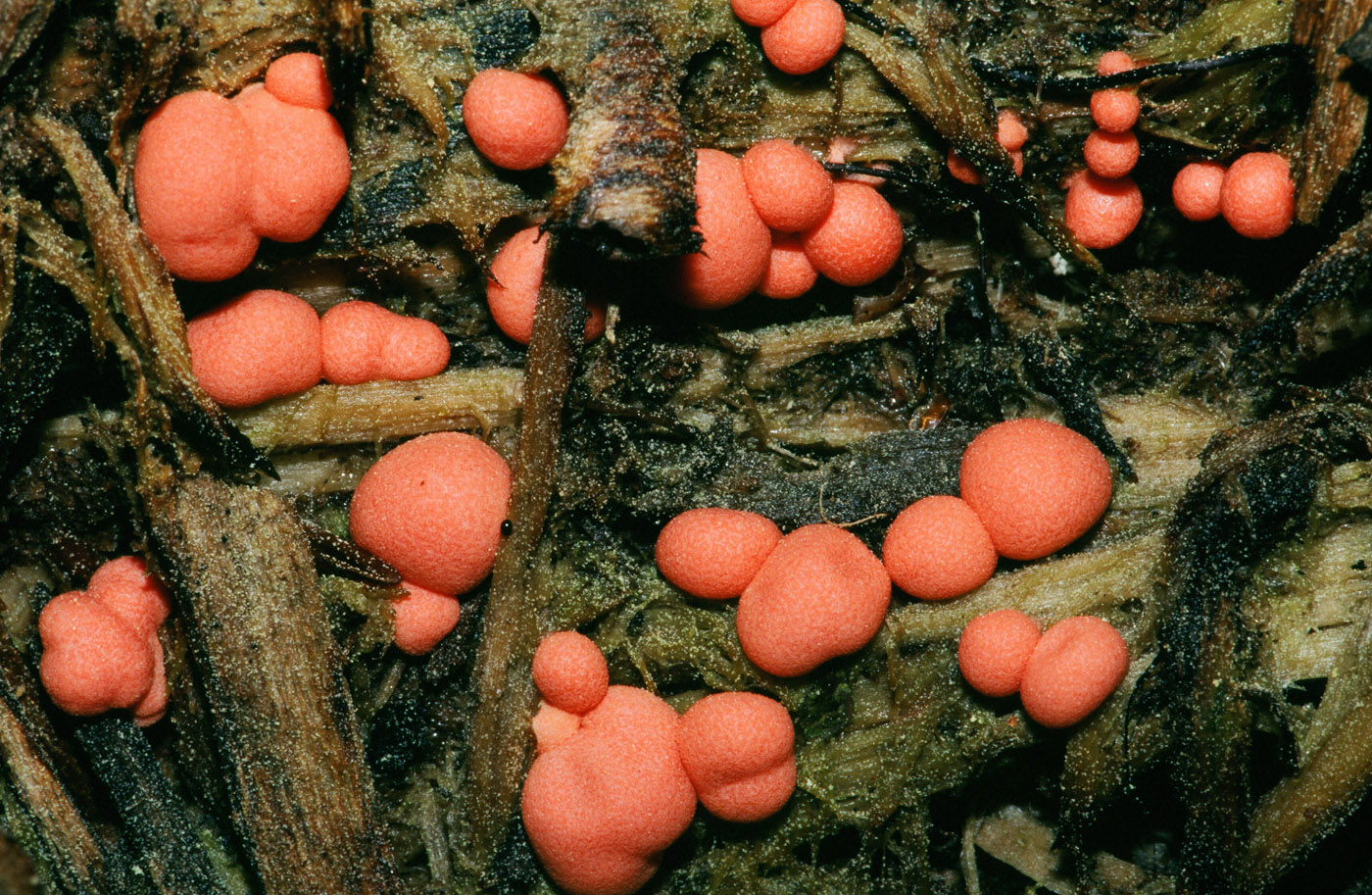
Lycogala epidendrum, un Mycetozoa.

Amoebozoa es un grupo amplio y diverso, pero ciertos caracteres son comunes a todos sus miembros. La célula se divide típicamente en una masa central granular denominada endoplasma y una capa externa más clara llamada ectoplasma. Durante la locomoción se producen flujos de endoplasma primero hacia el exterior de la célula y después en sentido contrario hacia el interior.
El modo primario de nutrición es por fagocitosis: la célula rodea las partículas potenciales de alimento, encerrándolas en vacuolas donde pueden ser digeridas y absorbidas. Algunas amebas tienen un bulbo posterior llamado uroide, que puede servir para acumular los productos de desecho, separándose periódicamente del resto de la célula. 
Cuando el alimento escasea, la mayoría de las especies pueden formar quistes, estado de reposo a la espera de condiciones más favorables. Estos pueden ser llevados por el viento a otros lugares. En los mixomicetos estas estructuras se llaman esporas y se forman en estructuras específicas denominadas cuerpos fructíferos o esporangios.
La mayoría de los amebozoos carecen de flagelos y más generalmente no forman estructuras soportadas por microtúbulos excepto durante la mitosis. Sin embargo, algunas arqueamebas tienen flagelos y muchos mixomicetos producen gametos biflagelados. Los flagelos están anclados generalmente por un cono de microtúbulos, lo que sugiere una relación cercana con Opisthokonta. Las mitocondrias usualmente tienen crestas tubulares ramificadas. Sin embargo, las arqueamebas son amitocondriales pues al adaptarse a condiciones anóxicas o microaerofílicas han perdido sus mitocondrias.

## Clasificación
Las amebas proceden probablemente de organismos flagelados y algunas formas retienen todavía sus flagelos. Amoebozoa se divide en dos subfilos con apoyo de filogenias moleculares: Conosa y Lobosa. La mayoría de los miembros de Conosa presentan uno o dos flagelos, son multiflagelados (por ejemplo, Multicilia y Pelomyxa) e incluso las formas que perdieron los flagelos conservan todavía la organización de microtúbulos del centrosoma. En cambio, los miembros de Lobosa perdieron flagelos, centriolos y también generalmente la organización de microtúbulos del centrosoma al evolucionar al modo de locomoción basado en flujos de citoplasma y en la contractibilidad del complejo de actina-miosina. Algunos miembros de Conosa son anaerobios, por ejemplo, Pelomyxa y Entamoeba. Lobosa incluye tres clases Cutosea + Discosea + Tubulinea, mientras que Conosa comprende Variosea + Archamoebea + Mycetozoa.

### Cutosea
Cutosea es un grupo muy pequeño que comprende amebas marinas primitivas caracterizadas por presentar una capa delgada y ligeramente flexible sobre la membrana plasmática. Esta capa presenta uno o numerosos orificios a través de los cuales salen los seudopódos y les permiten la locomoción, que es muy lenta.

### Discosea
Discosea o Flabellinea comprende aquellas amebas que durante la locomoción se aplanan tomando la forma de disco y exhiben un flujo citoplasmático poliaxial, esto es, sin un eje central definido. En la mayoría de los casos, los movimientos celulares se realizan como un todo, sin seudópodos separados. Pueden tener forma redondeada o emitir subseudópodos de diferentes formas (seudópodos secundarios perfectamente definidos que no están implicados directamente en la locomoción). También carecen de rasgos distintivos como testas o flagelos. Incluye al género Thecamoeba y a Acanthamoeba, que es importante en medicina porque causa encefalitis y queratitis amébica.

### Tubulinea
Las amebas clasificadas en Tubulinea durante la locomoción presentan una forma más o menos cilíndrica o producen numerosos seudópodos cilíndricos. Cada cilindro avanza por una sola corriente central de citoplasma, granular en apariencia, y no tiene subseudopodia. Además de algunas formas desnudas como Amoeba y Chaos comprende la mayoría de las amebas que producen caparazones internos denominados testas. Estos se pueden componer de materiales orgánicos, como en Arcella, o de las partículas recogidas y cementadas juntas, como en Difflugia, con una sola abertura de la cual emergen los seudópodos.

### Variosea
Variosea es un grupo poco conocido, morfológicamente diverso y establecido sobre la base de análisis moleculares, que incluye tanto amebas aplanadas con subseudópodos como formas con reticulopodios y los mohos mucilaginosos clasificados en el Protosteliida antiguamente considerados mixomicetos. Algunas especies no presentan flagelos, pero otras son uniflageladas o multiflageladas.

### Archamoebea
Las arqueamebas se caracterizan por la ausencia de mitocondrias, que se supone que las han perdido al adaptarse a medios con escasez o ausencia de oxígeno. Destacan los géneros Entamoeba y Endolimax que son comensales o parásitos internos de animales. Otras especies viven en medios acuáticos, pero son inusuales entre los amebozoos por poseer flagelos. La mayoría tienen células con un único núcleo y flagelo, pero algunas especies pueden tener varios de ellos.

### Mycetozoa
Los mixomicetos pasan por tres estadios durante su ciclo vital. Comienzan su vida como células ameboides de un solo núcleo. Bajo ciertas condiciones se transforman en plasmodios, grandes masas de protoplasma que contienen múltiples núcleos sin separación de membranas celulares entre ellos, o en seudoplasmodios, constituidos por la agregación de amebas individuales. Esta etapa es conocida como moho mucilaginoso, que puede llegar a medir varios centímetros y se desplaza deslizándose por el suelo. Por último, bajo condiciones desfavorables, el moho se transforma en una estructura compacta llamada cuerpo fructífero que contiene esporas.

## Galería

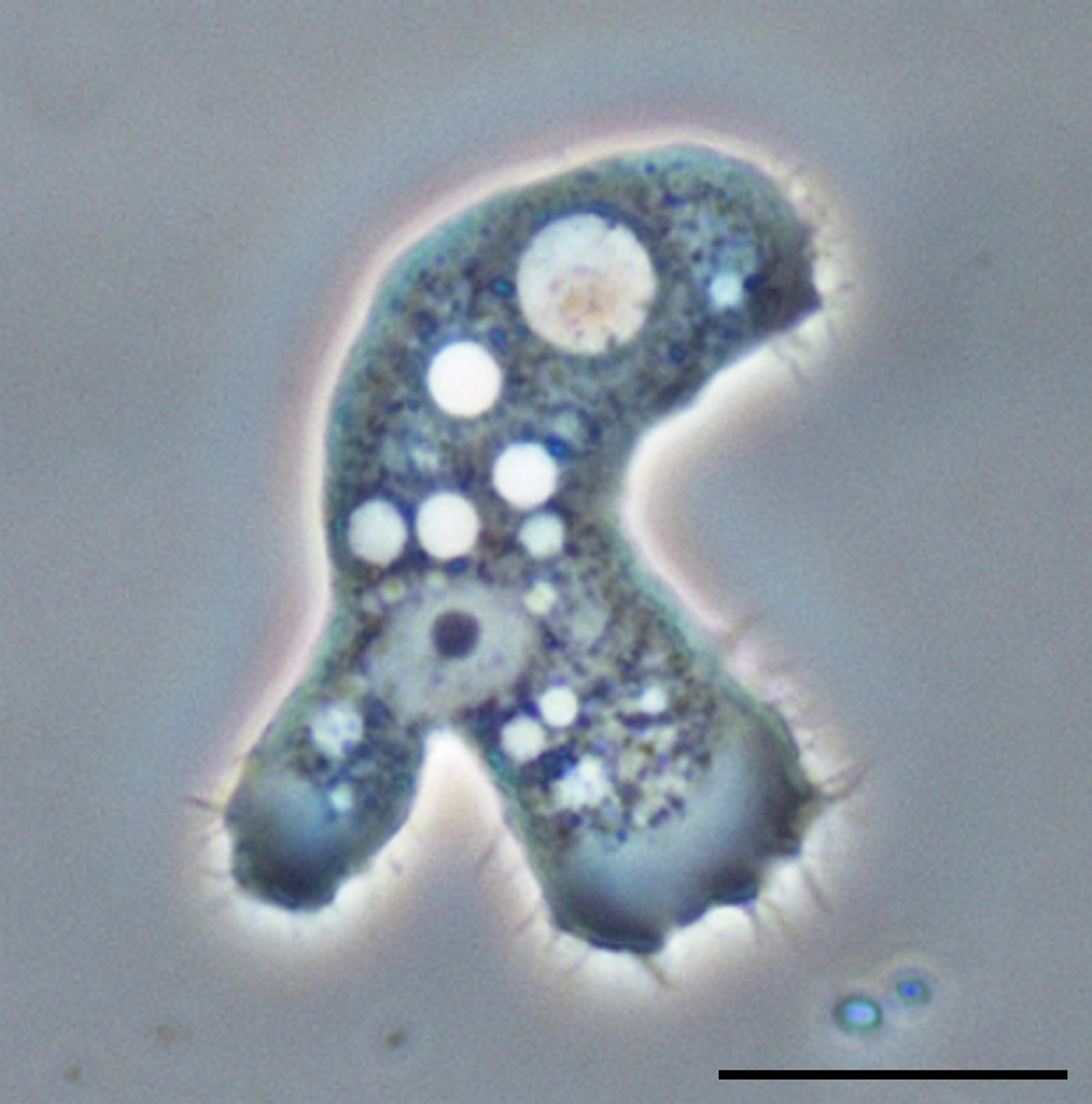
Acanthamoeba (Discosea)
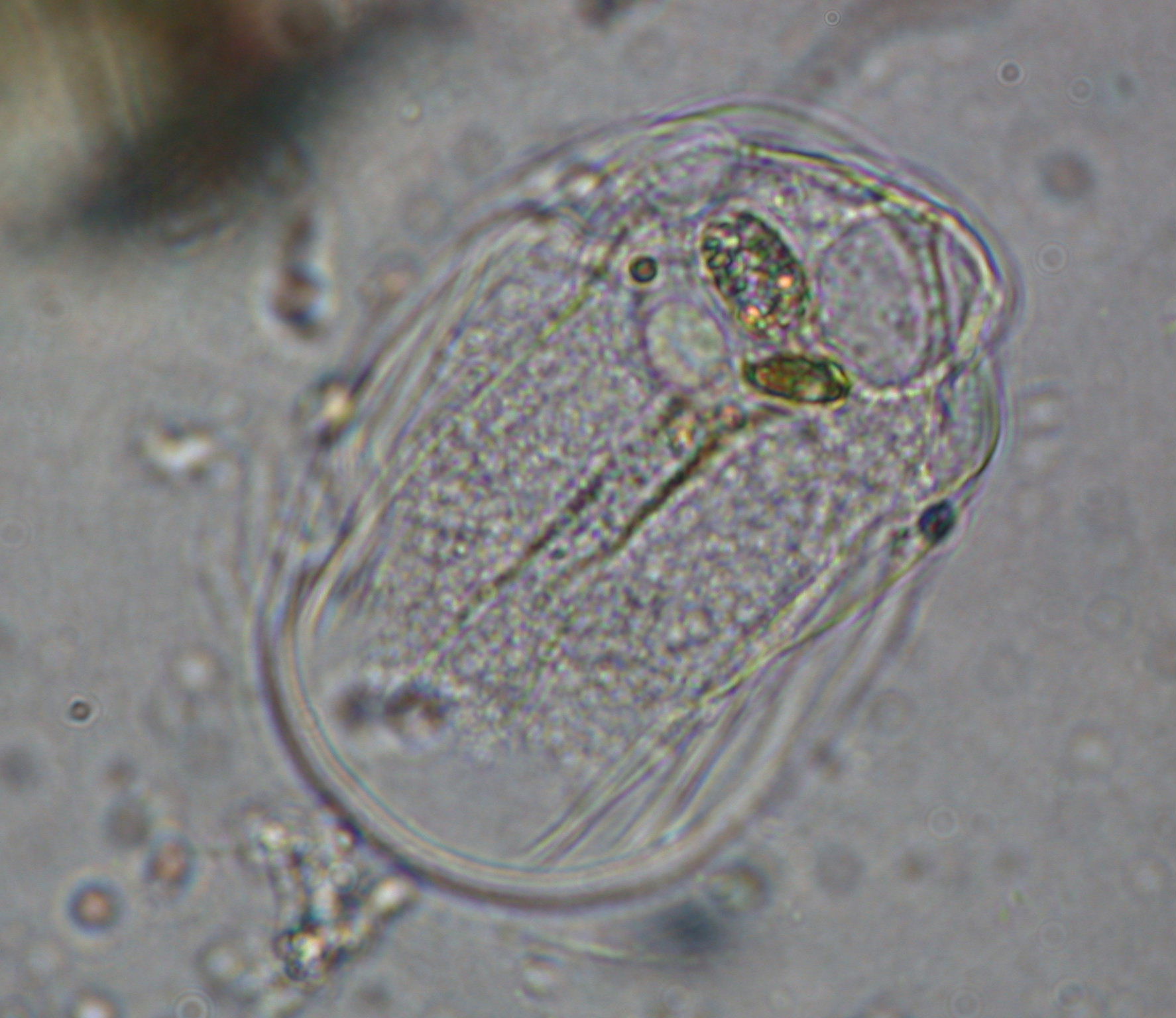
Thecamoeba striata (Discosea)
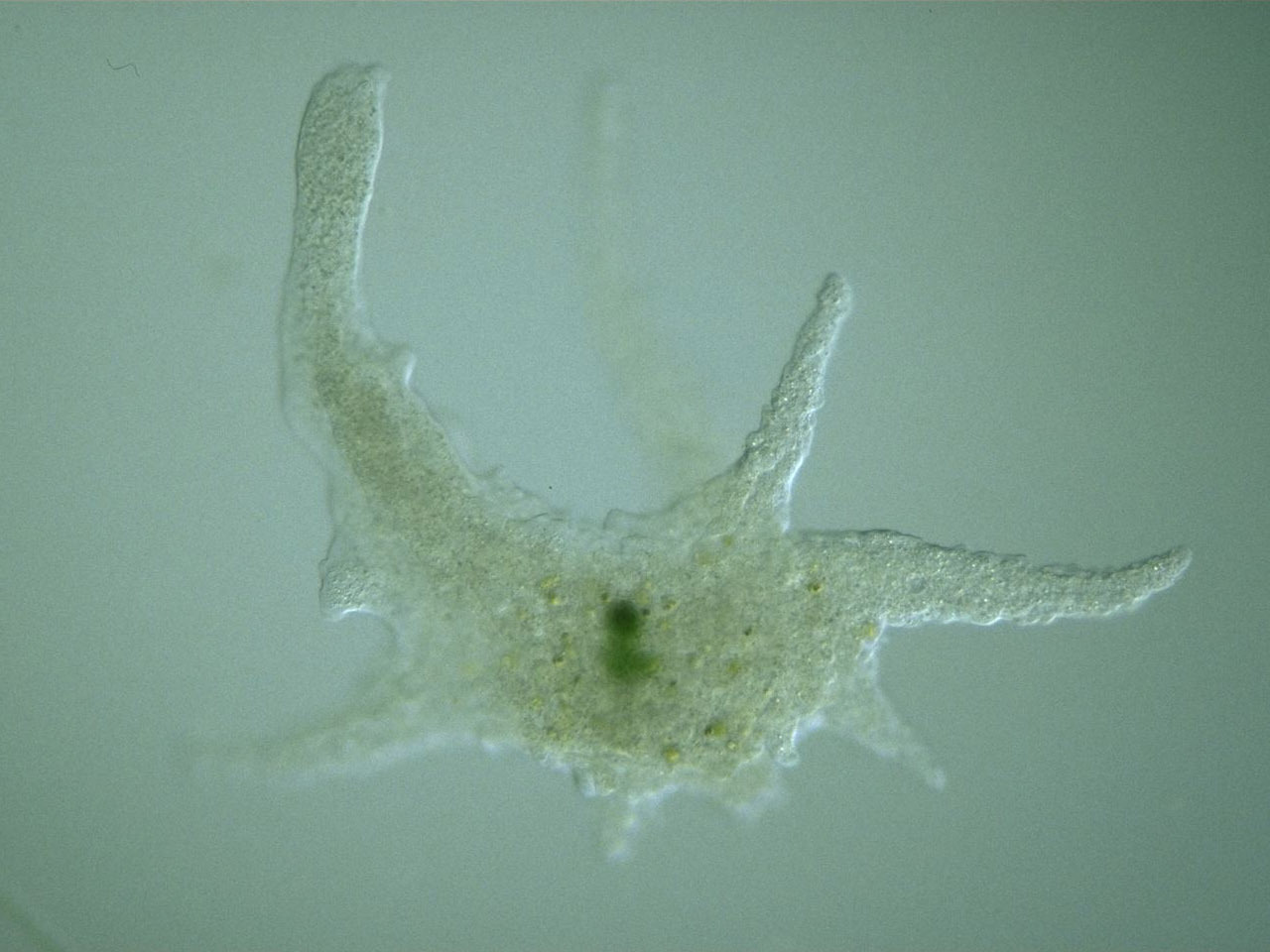
Chaos carolinense (Tubulinea)
Difflugia corona (Tubulinea)
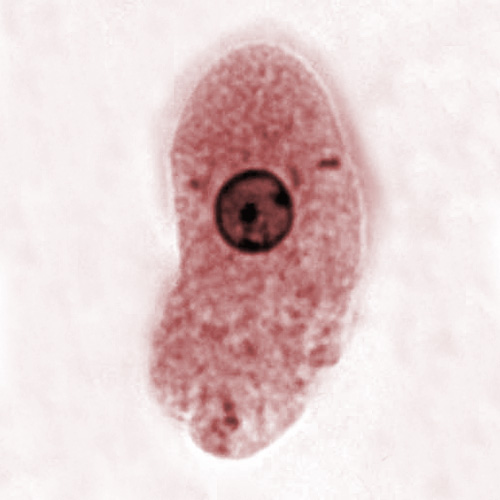
Entamoeba histolytica (Archamoebea)
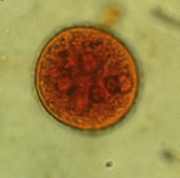
Quiste de Entamoeba histolytica (Archamoebea)
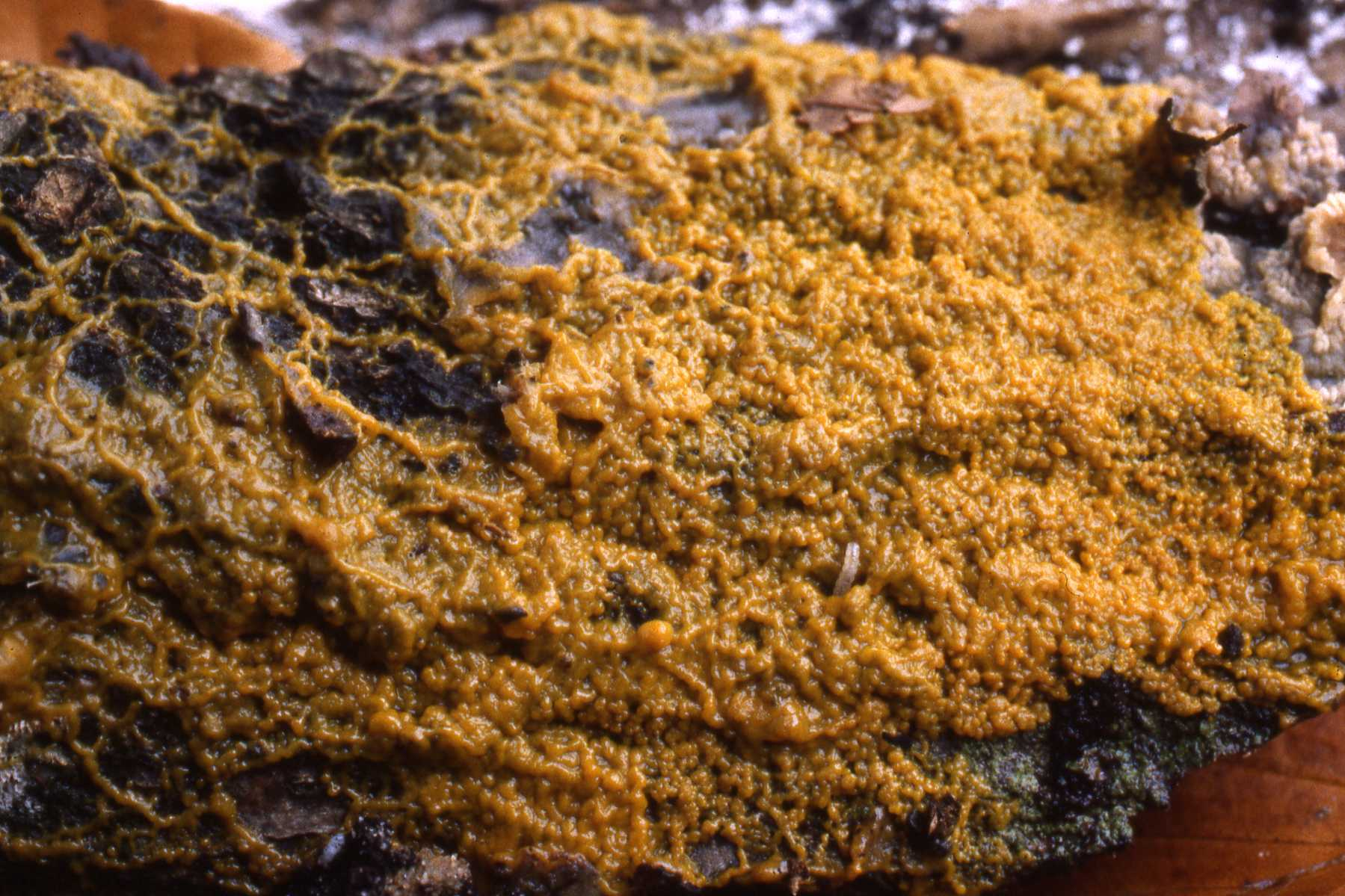
Plasmodio de Badhamia utricularis (Mycetozoa)
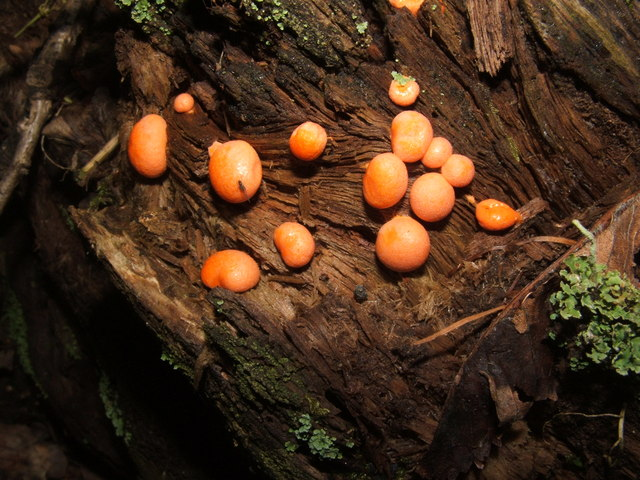
Cuerpo fructífero de Lycogala (Mycetozoa)
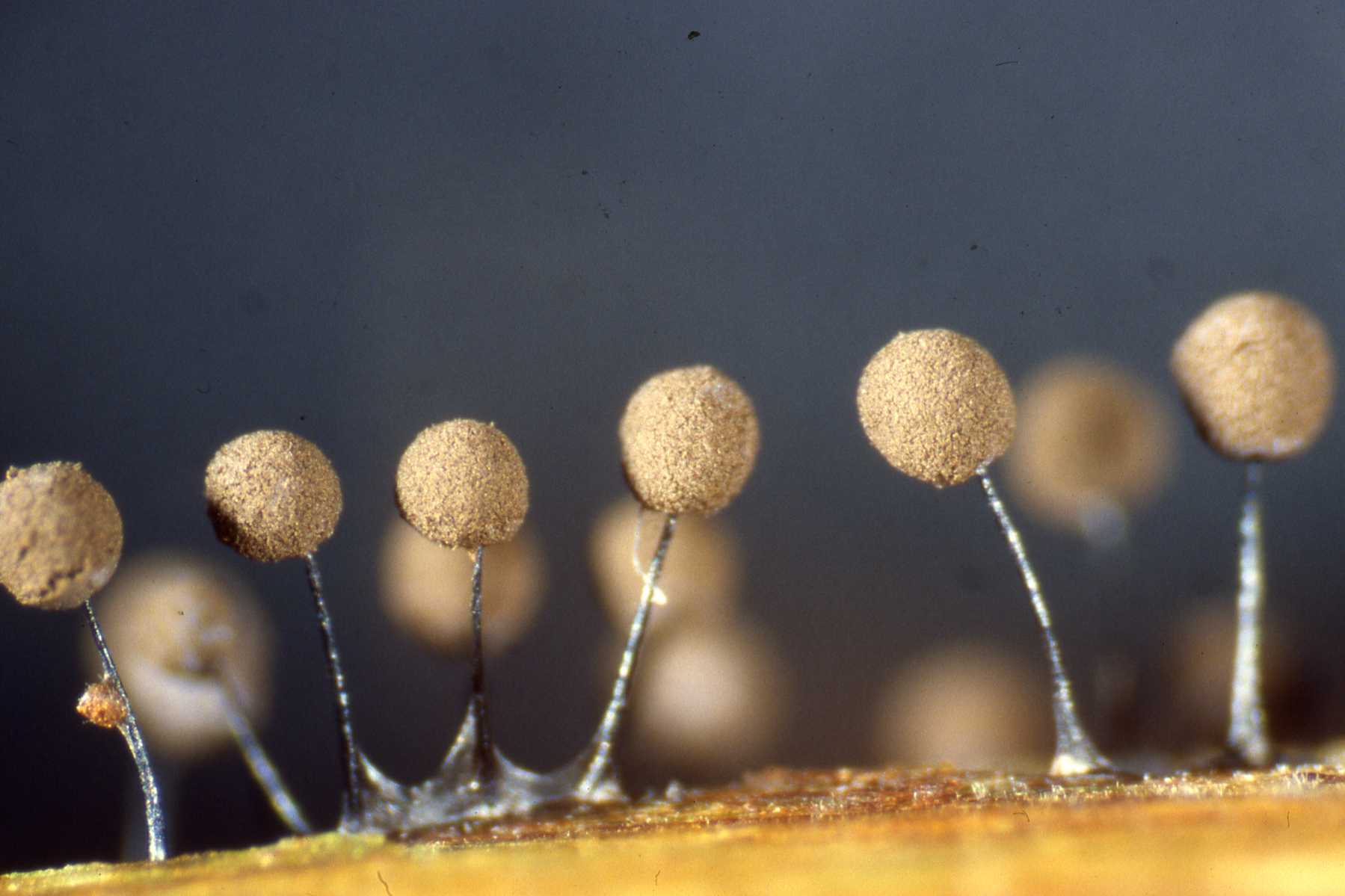
Cuerpo fructífero de Comatriga nigra (Mycetozoa)
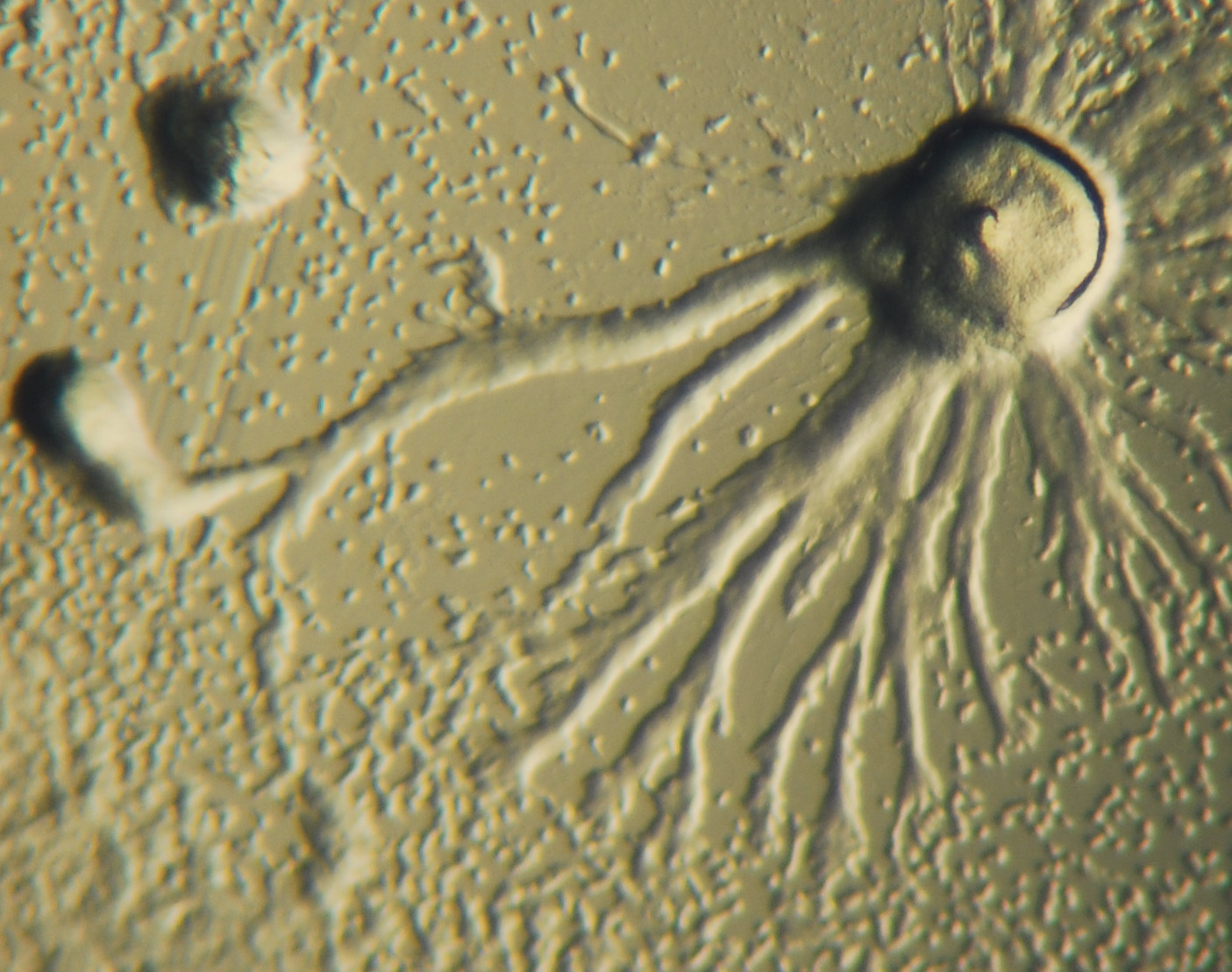
Seudoplasmodio de Dictyostelium discoideum (Mycetozoa)

## Filogenia y antigüedad
El siguiente árbol filogenético muestras las relaciones entre los grupos de Amoebozoa de acuerdo con Cavalier-Smith:
|  | Cutosea                                                |
|  |                                                        |
|  | \| \| Discosea \| \| \| \| \| \| Tubulinea \| \| \| \| |
|  |                                                        |
|  | Discosea                                               |
|  |                                                        |
|  | Tubulinea                                              |
|  |                                                        |

|  | Discosea  |
|  |           |
|  | Tubulinea |
|  |           |

|  | Variosea                                                  |
|  |                                                           |
|  | \| \| Archamoebea \| \| \| \| \| \| Mycetozoa \| \| \| \| |
|  |                                                           |
|  | Archamoebea                                               |
|  |                                                           |
|  | Mycetozoa                                                 |
|  |                                                           |

|  | Archamoebea |
|  |             |
|  | Mycetozoa   |
|  |             |

|  | Cutosea                                                |
|  |                                                        |
|  | \| \| Discosea \| \| \| \| \| \| Tubulinea \| \| \| \| |
|  |                                                        |
|  | Discosea                                               |
|  |                                                        |
|  | Tubulinea                                              |
|  |                                                        |

|  | Discosea  |
|  |           |
|  | Tubulinea |
|  |           |

|  | Variosea                                                  |
|  |                                                           |
|  | \| \| Archamoebea \| \| \| \| \| \| Mycetozoa \| \| \| \| |
|  |                                                           |
|  | Archamoebea                                               |
|  |                                                           |
|  | Mycetozoa                                                 |
|  |                                                           |

|  | Archamoebea |
|  |             |
|  | Mycetozoa   |
|  |             |

Antiguamente todas las amebas con lobopodios se agrupaban en Lobosea y junto a otros ameboides constituían el filo Sarcodina o Rhizopoda, ahora obsoleto. Actualmente Percolozoa y varias antiguas arqueamebas se clasifican fuera de Amoebozoa pues en las filogenias basadas en ARNr parecen divergir cerca de la base de Eukarya. En cuanto a la relación con otros grupos de protistas, fuertes similitudes entre Amoebozoa, Apusomonadida, Breviatea y Opisthokonta apoyan su agrupación en un clado denominado Amorphea.
Los restos fósiles más antiguos pertenecientes a un amoebozoo unicelular tienen unos 750 millones de años y corresponden a Melanocyrillium hexodiadema, Palaeoarcella athanata y Hemisphaeriella ornata. Estas tres especies comparten una forma semiesférica, apertura invaginada y hendiduras regulares, lo que hace que se parezan mucho a los arcelínidos o amebas con testa modernos. En particular, P. athanata se parece mucho al género existente Arcella.
Por otra parte algunos fósiles de la biota francevillense de 2100 millones de años podrían pertenecer a los amoebozoos, especialmente a los mixomicetos ya que estos organismos fueron mohos mucilaginosos. Podían tener un estado de vida pluricelular y uno unicelular ya que se desarrollarían de agregados celulares capaces de formar cuerpos fructíferos plasmodiales. Diskagma un fósil macróscopico de 2200 millones de años también ha sido interpretado como un mixomiceto emparentado con Leocarpus, sin embargo algunos autores lo interpretaron como un hongo verdadero.  Esto indica que los mohos mucilaginosos surgieron muy tempranamente en la evolución. Además un icnofósil llamado Myxomitodes con una antigüedad de 1900 millones de años se ha interpretado como la huella de un mixomiceto perteneciente a Dictyostelea.

## Amebas comensales
Varias especies de las amebas pueden parasitar al hombre sin causar daños patológicos. Son de interés epidemiológico siendo que dan un fidedigno reporte de las condiciones de salud e higiene de ciertas poblaciones de alto riesgo. Debido a su gran parecido con la patogénica Entamoeba histolytica, es de importancia saber reconocer las diferencias morfológicas para no errar en el diagnóstico de alguna patología en la que pueda o no estar involucrada E. histolytica. Algunas de las amebas comensales y de vida libre más importantes en medicina y epidemiología, incluyen:
- Entamoeba coli (Archamoebea), hábitat: luz del intestino grueso;
- Entamoeba hartmanni (Archamoebea), hábitat: luz del intestino grueso;
- Entamoeba gingivalis (Archamoebea), hábitat: cavidad bucal;
- Iodamoeba bütschlii (Archamoebea), hábitat: luz del intestino grueso;
- Endolimax nana (Archamoebea), hábitat: luz del intestino grueso;
- Hartmannellidae (Tubulinea), familia de parásitos con seudópodos como la E. histolytica;
- Acanthamoeba (Discosea), muy similares a los Hartmannellidae;
- Balamuthia mandrillaris (Discosea), un parásito oportunista causante de meningoencefalitis;
- Naegleria fowleri (realmente un percolozoo), ameboflagelado de vida libre;
- Blastocystis hominis (realmente un estramenopilo), causa enfermedad intestinal fatal en monos, insidiosa en el hombre.